# Harzhis
Harzhis (in armeno Հարժիս) è un comune di 1 014 abitanti (2010) della Provincia di Syunik in Armenia.